# Lindås (localitate)
Lindås este o localitate situată în partea de vest a Norvegiei, în peninsula cu același nume, pe malul estic al golfului Spjeldnesosen care comunică printr-un sistem de fiorduri cu Marea Nordului. Lindås aparține administrativ comunei Alver din provincia Vestland. 
Biserica din localitate a fost construită în anul 1865.
Până la 31 decembrie 2019 a făcut parte din comuna Lindås din fosta provincie Hordaland, iar de la 1 ianuarie 2020 este parte integrantă a comunei Alver.